# Universidad de Texas A&M en Galveston
La Universidad de Texas A&M en Galveston (Texas A&M University at Galveston en inglés) es un campus de la Universidad de Texas A&M, que, a su vez, es una universidad pública que forma parte del Sistema Universitario Texas A&M. Este campus se ubica en Galveston, Texas, Estados Unidos. 